# یوهان پتر گوستاف لوژون دیریکله
یوهان پیتر گوستاو لُوژُن دیریکله (به آلمانی: Johann Peter Gustav Lejeune Dirichlet) (زادهٔ ۱۳ فوریه ۱۸۰۵ - درگذشتهٔ ۵ مه ۱۸۵۹). ریاضیدان آلمانی و معرفی کنندهٔ اصل کشوی دیریکله یا اصل لانه کبوتری.
وی بخاطر تحقیقات مهم‌اش در سری‌های فوریه و نظریهٔ اعداد معروف است.

سری‌های فوریه